# Paweł Józef Bohomolec
Paweł Józef Bohomolec herbu Bogoria – stolnik witebski, pisarz grodzki witebski, poseł witebski na sejmy, starosta dworzycki,  administrator hrabstw kopyskiego, newelskiego i siebieżskiego.
Jako poseł na sejm konwokacyjny 1733 roku z województwa witebskiego był członkiem konfederacji generalnej zawiązanej 27 kwietnia 1733 roku na tym sejmie. W 1733 roku podpisał konfederację warszawską. Kilkakrotnie posłował na sejmy z woj. witebskiego. Poseł na sejm zwyczajny pacyfikacyjny 1735 roku z województwa witebskiego.
Wybrany na podkomorostwo nie przyjął tej godności i jako wdowiec za przykładem swych trzech synów wstąpił do zakonu jezuitów. 
Jego żoną była Franciszka z Cedrowskich. Miał 7 synów: 
- Franciszka (1720–1784) - znanego dramatopisarza,
- Józefa - starostę szechowskiego,
- Piotra Tadeusza - posła sejmowego i sędziego[4],
- Joachima - sędziego sądów guberskich i prezydenta powiatowego,
- Klemensa - zmarłego młodo,
- Jana (1724–1795) - matematyka i filozofa, plebana skaryszewskiego i praskiego[5],
- Ignacego - proboszcza kościoła katolickiego w Moskwie, kanonika smoleńskiego[6][7].

Trzech z jego synów było jezuitami (Franciszek, Jan i Ignacy). 